# Рада економічної безпеки України
Рада економічної безпеки України (РЕБ) — громадська організація, яка створена наприкінці 2021 року з метою виявлення та протидії внутрішнім та зовнішнім загрозам економічній безпеці України з боку Російської Федерації.

## Мета
З початку російсько-української війни (з 2014 року) економічна безпека України є однією з ключових цілей, знищення яких поставила собі на меті Російська Федерація. Військові дії Російської Федерації мають комплексний масштабний вплив на економіку України. Тому підхід до протидії цьому впливу повинен бути також комплексним та всеохоплюючим. Водночас, економічна ситуація в Російській Федерації прямо впливає на військовий потенціал держави-агресора. Протидія агресії Російської Федерації має охоплювати як посилення обороноздатності українського війська, так і включати широкий комплекс заходів з придушення економічного благополуччя ворога. Залучення допомоги іноземних держав та інституцій є необхідною складовою такого підходу.
Рада економічної безпеки України (РЕБ) працює за такими напрямками:
- Збирає кошти на підтримку спецпідрозділів Збройних сил України та забезпечує їх озброєнням, технікою, засобами медицини та тактичного зв'язку;
- Співпрацює з зовнішніми донорами та військово-цивільними адміністраціями та збирає гуманітарну допомогу для населення;
- Разом із українськими та іноземними державними інституціями веде пошук, облік, та підготовку до вилучення активів, що належать бенефіціарам з РФ або з країн, що підтримують збройну агресію РФ в Україні;
- Проводить інформаційні кампанії за кордоном з метою висвітлення воєнних злочинів Росії, наслідків збройної агресії РФ проти України в економічному, політичному та гуманітарному вимірах.

Окрім того, оскільки Російська Федерація нарощує свій воєнний потенціал за рахунок коштів з державного бюджету, Рада економічної безпеки України (РЕБ) фокусується на тиску на компанії, які продовжують свою діяльність в Росії. Зокрема, деякі міжнародні компанії продовжують працювати в Російській Федерації навіть попри санкції, введенні США та ЄС, або через мережу підставних юридичних осіб. Рада економічної безпеки України працює для того, щоб російські компанії вийшли з іноземних ринків, а іноземні компанії — з Російської Федерації.

## Діяльність
Рада економічної безпеки України (РЕБ) організовує публічні кампанії з тиску на такі компанії, щоб ті припинили співпрацювати з державою-агресором та фінансувати її злочинні дії. Ми вимагаємо від компаній виходу з Росії, розірвання всіх контрактів, припинення підтримки сервісів для російських клієнтів та інвестування в економіку держави-агресора. Так, наприклад, у квітні 2022 року стало відомо, що Japan Tobacco планує вийти з ринку Росії. У відповідь на війну РФ в Україні та скоєні злочини проти мирного населення японська компанія висловила готовність продати підрозділ JT International Russia, який покриває 40 % тютюнового ринку в регіоні. Що цікаво, на Росію припадає до 15 % операційних доходів JT, а сам підрозділ із чотирьох фабрик налічує близько 4000 співробітників. До того, у березні компанія анонсувала про призупинення інвестицій, меркетингової діяльності та про відтермінування запуску спецпристрою для нагрівання тютюну на території країни-агресора.
Також Рада економічної безпеки України (РЕБ) регулярно комунікує з урядовими та неурядовими структурами з метою введення або посилення санкцій проти російських компаній та організацій, а також міжнародних організацій, що попри збройну агресію Росії в Україні продовжують співпрацювати зі злочинним режимом Путіна.
Для обґрунтування своїх рішень та звернень, Рада економічної безпеки України (РЕБ) проводить розвідку на основі відкритих джерел (OSINT), а також активно консультується з представниками бізнесу, органами влади та юстиції України та інших країн, ЗМІ та громадськими активістами. Таким чином, інституція визначає, які іноземні компанії є найважливішими для Росії та чия діяльність дозволяє Росії продовжувати війну.
За декілька місяців своєї діяльності (з листопала 2021 по червень 2022) Рада економічної безпеки України (РЕБ) ідентифікувала десятки постачальників у секторах промисловості, агропромисловості, корпоративного програмного забезпечення, нафтотрейдингу та нафтосервісу, що продовжують свою роботу в Російській Федерації та цим підтримують життєдіяльність Путінського режиму. По цих компаніях Рада економічної безпеки України проводить інформаційні кампанії.
Окрім того, Рада економічної безпеки України (РЕБ) проводить дослідження, як російські компанії продовжують поставляти свою продукцію закордон, зокрема в США та країни ЄС, в обхід санкцій. Так, наприклад, Рада економічної безпеки України (РЕБ) визначила, що відомий російський концерн «Калашников», який входить у держкорпорацію «Ростех», продовжує продавати зброю в США через фірму-посередника. Таким чином, держава-агресор продовжує отримувати гроші з-за кордону, які потім витрачає на посилення своєї обороноздатності. Також РЕБ встановила, що компанія CISCO, яка на початку березня 2022 року офіційно оголосила, що припинила всі бізнес-операції, включаючи продажі та послуги, в Росії та Білорусі, вона працювати на державу-агресора. Згідно з даними РЕБ французька транснаціональна компанія Thales Group продовжує надавати свої послуги російському Альфа-Банку, незважаючи на сакції США та ЄС, а італійська компанія Danieli & C. SpA продовжує таємно постачати обладнання доя російським металургійних заводів.